# پلزونوف (دهانه)
پلزونوف یک دهانه برخوردی در ماه‌ است.

## دهانه‌های اقماری
این دهانه ۲ دهانه اقماری دارد.
| Polzunov | عرض جغرافیایی | طول جغرافیایی | قطر          |
| -------- | ------------- | ------------- | ------------ |
| J        | ۲۳.۶° N       | ۱۱۷.۴° E      | ۳۰.۰ کیلومتر |
| N        | ۲۳.۷° N       | ۱۱۳.۸° E      | ۳۵.۰ کیلومتر |